# Helena Ekholm
Hanna Helena Ekholm, född Jonsson 6 september 1984 i Helgums församling i Västernorrlands län, är en svensk före detta skidskytt. Hon är gift med David Ekholm. 
Ekholm har två individuella VM-guld och tre individuella VM-brons. Hon har även tre VM-medaljer i mixstafett. Hon vann den totala världscupen säsongen 2008/2009. År 2009 belönades hon med Jerringpriset och Svenska Dagbladets guldmedalj. På Idrottsgalan 2010 fick hon priset för årets idrottsskvinna 2009.
Ekholm tränade av bland andra Wolfgang Pichler och Marko Laaksonen. Hon avslutade sin skidkarriär efter säsongen 2011/2012.
Ekholm tävlade i Mästarnas mästare 2013 och slutade på en åttonde plats.
Ekholm var expertkommentator i skidskytte för Viasat under olympiska vinterspelen 2014. Mellan 2018 och 2024 var hon expertkommentator i SVT.

## Karriär
Ekholm debuterade i världscupen i skidskytte på hemmaplan i Östersund i stafetten 2005. I Hochfilzen samma säsong debuterade hon i ett individuellt lopp och slutade på 41:a plats. Bästa individuella placeringarna första säsongen blev två 16:e platser. Säsongen därefter kom hennes internationella genombrott. Hon åkte den första sträckan i det svenska guldlaget i mixstafetten i världsmästerskapen 2007 i Antholz. Den 18 mars 2007 tog Ekholm sin första världscupseger när hon vann masstarten över 12,5 km; den var också hennes första pallplats. Dessförinnan hade hon som bäst varit på fjärde plats i världscupen. Helena slutade med skidskytte, efter säsongen 2011/2012.

### Säsongen2008/2009
I världscuppremiären 2008 i Östersund vann Ekholm sin andra världscupseger. Det var på distansen där hon sköt felfritt. Den 25 januari 2009 i italienska Anterselva tog hon sin tredje världscupseger. Hon slutade egentligen tvåa men hon fick segern efter att Jekaterina Jurjeva diskvalificerats på grund av positivt dopningsprov. 
Ekholm tog sitt första individuella VM-guld 2009 då hon vann jaktstarten över tio kilometer i Pyeongchang, Sydkorea. Hon bommade två skott i första liggande men tog sig samman och sköt fullt i de resterande skjutningarna. Hon gick ut från sista skjutningen 18 sekunder före Kati Wilhelm och höll det avståndet in till mål. Ekholm blev därmed den tredje svenska kvinnan att ta ett individuellt VM-guld i skidskytte efter Eva Korpela och Magdalena Forsberg. Senare under mästerskapet vann hon silver i mixstafetten och brons i masstarten. Efter en stabil och bra säsong slutade hon och Kati Wilhelm på samma poäng men Ekholm vann den totala världscupen därför att hon hade fler vinster än Wilhelm under säsongen.

### Säsongen2009/2010
Helena Ekholm inledde säsongen starkt. Efter elva tävlingar hade hon följande resultat: 1:a, 4:a, 2:a, 1:a, 1:a, 12:a, 7:a, 2:a, 2:a, 15:e och 1:a. Därmed tog hon också ledningen i världscupen. Ekholm valde att stå över tävlandet i Antholz för att istället inrikta sig på de kommande olympiska spelen i Vancouver. Till detta mästerskap kom Ekholm som storfavorit, ledare i världscupen och Sveriges största guldhopp i olympiaden, men hon lyckades som bäst bara nå en 10:e-placering i de fyra individuella loppen.  Efter OS miste hon sin ledning i världscupen och sjönk till 3:e plats; en placering som hon behöll säsongen ut. Under VM 2010 i mixstafett vann Ekholm ett brons tillsammans med Anna Carin Zidek, Björn Ferry och Carl Johan Bergman. Efter säsongen beslutade hon sig för att ta hjälp av en mental coach på grund av misslyckandet i OS.

### Säsongen2010/2011

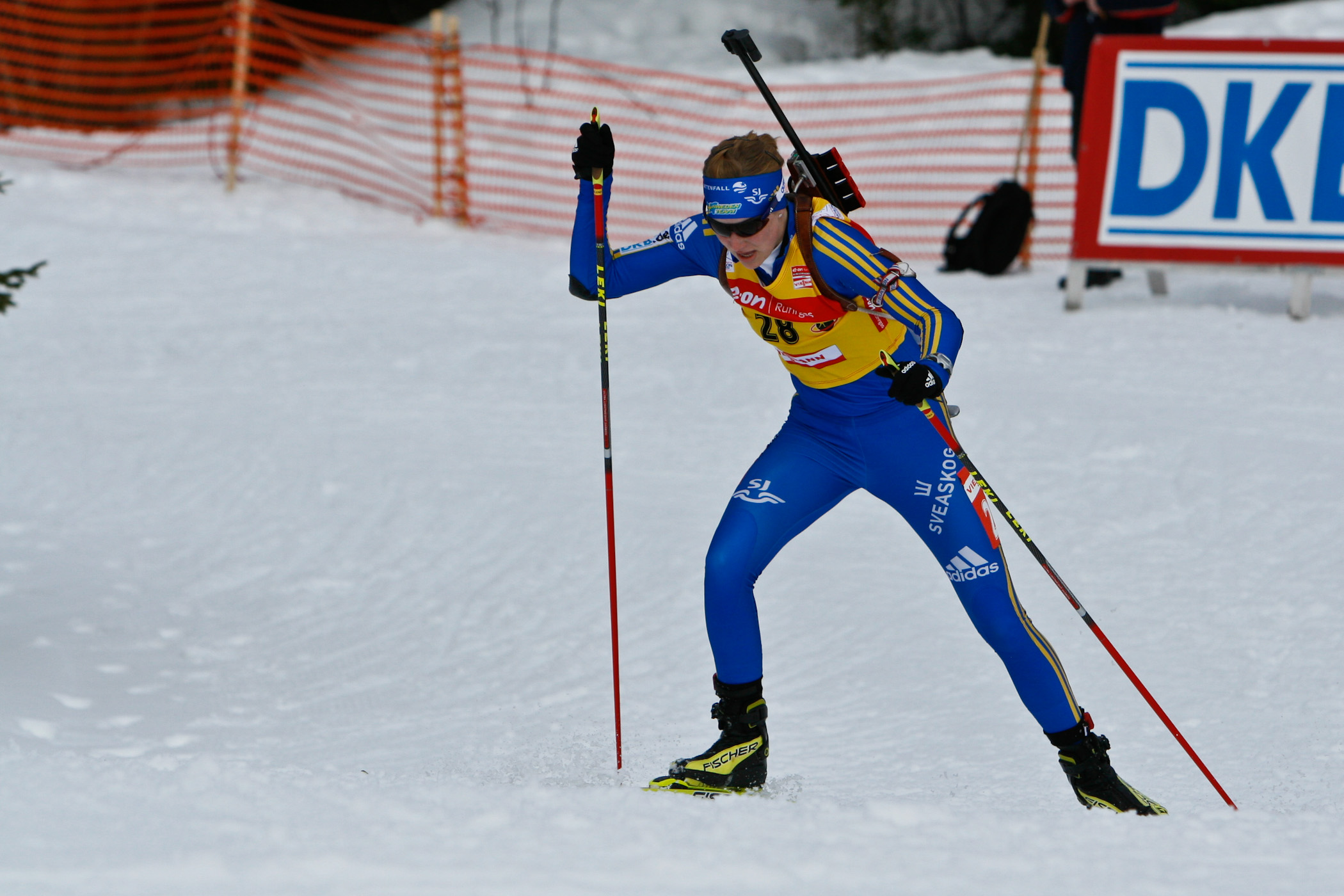
Helena Ekholm under en tävling i skidskytte.

Ekholm började världscupsäsongen med en tredje plats i Östersund på distansloppet över 15 km. Sin första seger för säsongen tog hon den 12 december i jaktstarten över 10 km. Helgen därpå den 19 december vann Helena Ekholm mixstafetten tillsammans med Anna Carin Zidek, Fredrik Lindstöm och Carl Johan Bergman. Den 6 januari vann Ekholm damstafetten i Oberhof tillsammans med sin syster Jenny Jonsson samt Anna Carin Zidek och Anna Maria Nilsson. Samma världscuphelg vann hon även masstarten. Säsongens tredje individuella seger kom i Presque Isle den 4 februari. Den resulterade i att hon tog över ledningen i den totala världscupen. En ledning som hon blev av med till Mäkäräinen i Fort Kent i Maine den 11 februari.
Efter att ha slutat femma i sprinten under VM i Chanty-Mansijsk avancerade Ekholm till en tredje plats i den påföljande jaktstarten den 6 mars och vann därmed sitt andra individuella VM-brons. Bronset följdes upp med ett guld i distansloppet över 15 km som Ekholm vann med drygt två minuter efter att ha varit ensam om att skjuta fullt i det blåsiga vädret. I och med denna seger tog Ekholm hem distanscupen säsongen 2010/2011. I den totala världscupen slutade Ekholm trea.

### Säsongen2011/2012
Wolfgang Pichler slutade som tränare för Ekholm och det svenska damlandslaget i skidskytte i april 2011. Hennes tränare från och med augusti 2011 blev Marko Laaksonen. Ekholm inledde säsongen 11/12 medelmåttigt med en 4:e plats som bäst de två första tävlingsveckorna. Säsongens första pallplats kom i sprinten den 16 december i Hochfilzen då hon kom trea. Tredjeplatsen följdes upp med en andraplats i jaktstarten dagen därpå. Ekholm deltog för första gången i skidskyttetävlingen World Team Challenge 2011 och tillsammans med Björn Ferry kom hon trea.
Ungefär två veckor innan VM i Ruhpolding framkom att Ekholm hade en infektion i kroppen som gjorde hennes åkstyrka svag. Men lagom när infektionen bekräftades höll den på att försvinna. Efter att ha inlett VM i Ruhpolding 2012 med fjärdeplatser i mixstafetten och sprinten och en femteplats på jaktstarten tog Ekholm en bronsmedalj i distansloppet. Ekholm vann distanscupen denna säsong.
Säsongen 2011/2012 blev Ekholms sista i karriären.

## Privatliv
Helena Ekholm gifte sig 17 juli 2010 med skidskytten David Ekholm, och har med honom två barn. Vid sidan av idrotten har hon studerat ekonomi och juridik på Mittuniversitetet. Hon är äldre syster till skidskyttarna Jenny och Malin Jonsson.  Helena Ekholm lämnade sin idrottskarriär som skidskytt och började istället arbeta på Studio Östersund.

## Utmärkelser
Den 1 december 2009 meddelades att Ekholm tilldelats Svenska Dagbladets guldmedalj. Den 2 december samma år vann hon säsongens världscuppremiär i Östersund. På idrottsgalan 2010 fick hon pris som årets kvinnliga idrottare och tilldelades under samma gala även Jerringpriset 2009 med hela 67,6 procent av rösterna, vilket är rekord i Jerringprissammanhang.

## Världscupssegrar
Not: VM-tävlingar ingår också i världscupen

### Individuellt (13)
| Datum            | Plats           | Land      | Disciplin      |
| ---------------- | --------------- | --------- | -------------- |
| 18 mars 2007     | Chanty-Mansijsk | Ryssland  | Masstart       |
| 4 december 2008  | Östersund       | Sverige   | Distans        |
| 25 januari 2009  | Anterselva      | Italien   | Masstart       |
| 15 februari 2009 | Pyeongchang     | Sydkorea  | Jaktstart (VM) |
| 13 mars 2009     | Vancouver       | Kanada    | Sprint         |
| 2 december 2009  | Östersund       | Sverige   | Distans        |
| 12 december 2009 | Hochfilzen      | Österrike | Jaktstart      |
| 17 december 2009 | Pokljuka        | Slovenien | Distans        |
| 16 januari 2010  | Ruhpolding      | Tyskland  | Masstart       |
| 12 december 2010 | Hochfilzen      | Österrike | Jaktstart      |
| 9 januari 2011   | Oberhof         | Tyskland  | Masstart       |
| 4 februari 2011  | Presque Isle    | USA       | Sprint         |
| 9 mars 2011      | Chanty-Mansijsk | Ryssland  | Distans (VM)   |

### Stafett (4)
| Datum            | Plats      | Land      | Disciplin  |
| ---------------- | ---------- | --------- | ---------- |
| 8 februari 2007  | Antholz    | Italien   | Mixstafett |
| 15 januari 2010  | Ruhpolding | Tyskland  | Stafett    |
| 19 december 2010 | Pokljuka   | Slovenien | Mixstafett |
| 6 januari 2011   | Oberhof    | Tyskland  | Stafett    |

### Fotnoter
1. ↑  Sveriges befolkning 2000, Version 1.03, Sveriges Släktforskarförbund: Jonsson, Hanna Helena
2. 1 2  ”Helena Jonsson”. www.expressen.se. 29 december 2009. https://www.expressen.se/sport/helena-jonsson/. Läst 19 juni 2023.
3. ↑  ”Helena Jonsson tog Jerringpriset i rekordstil”. Dagens Nyheter. 18 januari 2010. http://www.dn.se/sport/helena-jonsson-tog-jerringpriset-i-rekordstil/. [inloggning kan krävas]
4. ↑  okänd (10 mars 2012). ”Helena Ekholm lägger av”. SVT. Arkiverad från originalet den 13 april 2012. https://web.archive.org/web/20120413121940/http://svt.se/2.59681/1.2738654/helena_ekholm_lagger_av. Läst 10 mars 2012.
5. ↑  ”Helena Ekholm blir SVT:s nya skidskytteexpert”. Aftonbladet. 28 september 2018. https://www.aftonbladet.se/sportbladet/a/l1y23o/helena-ekholm-blir-svts-nya-skidskytteexpert. Läst 10 januari 2019.
6. ↑  TT (15 februari 2009). ”Guld för Jonsson i jaktstart”. Norrbottens-Kuriren. Arkiverad från originalet den 18 februari 2009. https://web.archive.org/web/20090218012235/http://kuriren.nu/nyheter/senastenytt/artikel.aspx?articleid=4607680. Läst 15 februari 2009.
7. ↑  Littorin, Jens (22 februari 2010). ””Det har varit en läxa””. Dagens nyheter. http://www.dn.se/sport/os-vancouver/det-har-varit-en-laxa. Läst 23 februari 2010.
8. ↑  ”Helena Jonsson tar hjälp av mental coach”. Dagens Nyheter. 5 maj 2010. http://www.dn.se/sport/helena-jonsson-tar-hjalp-av-mental-coach/. [inloggning kan krävas]
9. ↑  ”Ledning *2”. helenaekholm.com. 5 februari 2011. Arkiverad från originalet den 25 maj 2012. https://archive.is/20120525160703/http://www.helenaekholm.com/14744.blogg.html?visainlagg=3028&action=read.
10. ↑  ”Jag var nervös efter varje skott”. Aftonbladet. 9 mars 2011. http://www.aftonbladet.se/sportbladet/vintersport/skidskytte/article12656676.ab.
11. ↑  "Negativt till positivt"[död länk]. Inlägg på Ekholms blogg. Läst 15 februari 2012.
12. ↑  Aftonbladet: Ekholm lägger av (Läst 10 mars 2012)
13. ↑  ”Världens lyckligaste man”. David Ekholms blogg. 19 juli 2010. http://davidekholm.blogspot.se/2010/07/varldens-lyckligaste-man.html.
14. ↑  Inlägg på Ekholms blogg 11 juli 2013. Arkiverad 8 augusti 2014 hämtat från the Wayback Machine. Läst 3 augusti 2014.
15. ↑  ”Lillebror är här”. Helena Ekholms blogg. Arkiverad från originalet den 18 september 2016. https://web.archive.org/web/20160918121447/http://helenaekholm.com/2016/05/06/lillebror-ar-har/. Läst 7 maj 2016.
16. ↑  En karriär inom ekonomi i sikte Arkiverad 3 augusti 2014 hämtat från the Wayback Machine.
17. 1 2  Jonsson, Helena. ”Om Helena Jonsson”. helenaekholm.com. Arkiverad från originalet den 17 juli 2014. https://web.archive.org/web/20140717000415/http://helenaekholm.com/om-mig/. Läst 3 augusti 2014.
18. ↑  ”Om Studio Östersund | Träning | Hälsa | Event”. Studio Östersund. https://www.studioostersund.com/om-oss. Läst 27 juni 2023.
19. ↑  Sundberg, Andreas (2 december 2009). ”Pressen hyllar Helena Jonsson”. Svenska Dagbladet. Arkiverad från originalet den 18 januari 2010. https://www.webcitation.org/5mso2qDTq?url=http://www.svd.se/sportspel/nyheter/pressen-hyllar-helena-jonsson_3879729.svd. Läst 18 januari 2010.
20. ↑  Gärder, Gert-Ove (2 december 2009). ”Drömstart för Bragd-Helena”. Svenska Dagbladet. http://www.svd.se/sportspel/nyheter/artikel_3882077.svd. Läst 2 december 2009.
21. ↑  ”Svenska Idrottsgalan 2010”. 18 januari 2010. http://www.idrottsgalan.com/pristagare10.html. Läst 18 januari 2010.